# Chthonius ohridanus
Espèce
Chthonius ohridanus est une espèce de pseudoscorpions de la famille des Chthoniidae.

## Distribution
Cette espèce est endémique de Macédoine du Nord. Elle se rencontre dans la grotte Orevče Dupka à Pechtani.

## Étymologie
Son nom d'espèce lui a été donné en référence au lieu de sa découverte, Ohrid.

## Publication originale
- Ćurčić, Dimitrijević, Makarov, Lučić & Karamata, 1997 : New and little-known false scorpions from the Balkan Peninsula, principally from caves, belonging to the families Chthoniidae and Neobisiidae (Arachnida, Pseudoscorpiones). Monographs of the Faculty of Biology, University of Belgrade, vol. 2, p. 1-159.